# Pandémie 2, La Terreur
Pandémie 2, la terreur (Pandemic 2 : The Startling) est le onzième épisode de la douzième saison de la série animée South Park, ainsi que le 178e épisode de l'émission, et conclut une histoire en deux parties commencée dans Pandémie.
Le titre de l'épisode est un jeu de mots sur la flûte de Pan dont jouent les "Péruviens" (en réalité toute la musique utilisée est bolivienne) et sur le terme pandémie.

## Résumé
Au début de l'épisode, Stan, Kyle, Cartman, Kenny et Craig sont déposés dans la jungle péruvienne mais les pilotes prennent vite conscience que les militaires les ont bernés en les envoyant au milieu de nulle part avec seulement de l'essence pour un aller. En tentant d'appeler Washington, les pilotes et les enfants apprennent que les États-Unis sont attaqués par des cochons d'Inde géants et insensibles aux balles. Randy a survécu à l'attaque et est revenu chez lui, continuant à tout filmer de manière ridicule. La maison des Marsh est attaquée et la famille part se réfugier dans la rue.
Pénétrant la jungle péruvienne pour rejoindre Lima, les enfants et les pilotes découvrent des nids de cochon d'Inde délaissés. Le département de la sécurité intérieure, dirigé par Michael Chertoff, est en plein briefing, mais plutôt que de se préoccuper des cochons d'Inde, celui-ci ne s'intéresse qu'aux groupes de musique "péruvienne".
Randy, Sharon et Shelley se réfugient dans un bus abandonné, mais Randy en sort (il veut réaliser une bonne prise des cochons d'Inde qui les attaquent). Dans la jungle, les pilotes et les enfants sont impressionnés par le gigantisme des fruits. Ils arrivent ensuite devant une ruche géante. Craig et les quatre enfants se disputent à nouveau. Les pilotes se font tuer par les occupants de la ruche, qui n'apparaissent pas.
Randy et sa famille sont sur un toit, accompagnés des Stotch et de leur fils Butters. On entend alors un bourdonnement, et il s'avère que la ville et le pays sont maintenant envahis par des abeilles géantes. Les enfants continuent leur périple et arrivent dans la jungle. Ils découvrent une salle où repose une tablette relatant une bien étrange prophétie : les groupes de musique "péruvienne" effrayaient et faisaient fuir les cochons d'Inde géants ; une fois les groupes emprisonnés, les créatures détruisaient tout. Une dernière gravure montre un guerrier semblable à Craig, tenant en respect les cochons d'Inde. Les quatre enfants s'interrogent, mais Craig ignore complètement cette prétendue prophétie. Au département de la sécurité intérieure, Chertoff semble se réjouir de la tournure que prennent les évènements. Il désire ensuite se rendre au Machu Picchu.
Randy et les habitants de South Park se sont réfugiés dans une épicerie qui est attaquée par des « abeilles d'Inde », des « araignées d'Inde » et toute sorte d'animaux dangereux représentés par des cochons d'Inde géants portant des costumes. Les Marsh, les Stotch et M. Garrison vont se réfugier dans un local de réserve où Randy est contraint de passer en vision nocturne. Les enfants arrivent dans un magnifique temple souterrain mais Craig refuse de les suivre et fait demi-tour. De nouvelles créatures ravagent South Park et le monde, tandis que Sharon est de plus en plus excédée par les frasques cinématographiques de Randy. Chertoff se rend au Machu Picchu et nargue une statue d'or représentant un joueur de flûte de Pan, avant d'uriner dessus. Craig et les quatre enfants arrivent peu de temps après sur les lieux. Une confrontation s'engage, et Chertoff dévoile ses plans. Mais au moment où un militaire lui tire dessus pour l'arrêter, il ne meurt pas. C'est en effet un « pirate d'Inde ». Craig s'en moque complètement et décide de partir, mais il se déplace accidentellement sur une dalle qui le lie à la statue d'or. Elle lui transmet son pouvoir, qui neutralise le « pirate d'Inde ».
Craig achève l'épisode en disant que les groupes de musique "péruvienne" ont été relâchés, mettant fin à l'invasion de créatures. Le chef de la sécurité intérieure est envoyé en prison, et il s'avère que la caméra de Randy n'avait pas de cassette, donc son tournage n'a servi à rien. Craig aura notamment appris à ne pas écouter tout ce qu'on lui raconte, et lorsque Stan, Kyle, Cartman et Kenny viennent lui proposer de monter un groupe de mariachi, il leur claque la porte au nez.
On apprend à la fin de l'épisode que Chertoff s'est évadé de prison, et on le voit attaquer Washington sous la forme d'un cochon d'Inde en costume de bagnard.